# 広徳寺 (練馬区)
広徳寺（こうとくじ） は、東京都練馬区桜台六丁目にある、臨済宗大徳寺派の寺院。山号は円満山。

## 歴史
戦国時代、関東一円に勢力を扶植していた北条氏当主・北条氏政の三男で、岩槻城主であった太田源五郎が小田原に明叟和尚を招き、早雲寺の子院として開山したことが由来とされている。なお、太田源五郎は、かつては太田氏房と同一人物であるとされていたが、近年の研究で、氏房の早世した実兄が先に太田氏を継承して「源五郎」と名乗っていた事実が判明している。
天正18年（1590年）に豊臣秀吉の遠征により小田原城は開城し、北条氏が滅亡した際に広徳寺も炎上、焼失したとされている。その後、秀吉の命により関東を所領とした徳川家康は、天正19年（1591年）に広徳寺の2世となる希叟和尚を招き、江戸の神田に広徳寺を再興した。そして寛永12年（1635年）には下谷に移り、加賀前田氏をはじめ、九州の立花氏、織田氏など多くの大名が檀家とする大寺院となった。その広さは大田南畝の狂歌で「びっくり下谷の広徳寺」と詠まれたほどである。これは現在でも知られている地口の一つで、「恐れ入谷の鬼子母神」などと並んで知られている。
大正12年（1923年）の関東大震災により寺域はほぼ焼失。内務省復興局は、帝都復興土地区画整理事業において上野駅前の民有地の減歩率を抑えるため、公官署を駅前から広徳寺境内へ移転させることとした。1925年広徳寺は墓地と境内塔頭の円照院を北豊島郡下練馬村（現・練馬区）へ移転する決断をしたが、移転先となった下練馬村は強い反対運動を行ったが、結局1927年から1929年にかけて移転が行われ、跡地は下谷区役所（現・台東区役所）、下谷小学校（1990年廃校・2023年校舎解体）および上野警察署などとなった。その後昭和46年（1971年）には台東区役所の拡張計画に応じる形で本坊も練馬に移転し、現在の形となった。なお、この移転の際に台東区役所南出入口の近くに本寺を記念した台東区立広徳公園が設けられ、同公園に碑文「広徳禅寺遺趾」が建てられており、碑文には当時の和尚による漢詩と、移転の経緯が記されている。

## 境内
墓地も含めた境内はおよそ2万m2で、加賀前田氏や久邇宮家より譲り受けた建物や立派な庭園などがある。紅葉が美しく、その静寂に包まれた寺域は東京都内とは思えないほどの静けさである。境内も墓地も基本的には拝観謝絶となっている。

## 旧塔頭
- 桂香院（明治初年に広徳寺本坊に合併）[2]
- 長春院（同、徳雲院に合併）[2]
- 仙真院
- 慈眼院
- 徳雲院
広徳寺の移転後に上野別院として残る。
- 泰寿院（同、桂徳院に合併）[2]
- 梅雲院（同、桂徳院に合併）[2]
- 鏡智院（同、宋雲院に合併）[2]
- 桂徳院
滝川正利が父雄利（1610年没）の菩提所として建立。関東大震災で焼失後に復興したが、1945年建物疎開により破却され、1955年練馬の現在地（桜台6-20-18）に再興された[3]。
- 宋雲院
立花宗茂が実母（1611年没）の香華所として建立。関東大震災後に敷地を上野警察署に譲り現在地（東上野4-1-12）に移転、1945年建物疎開により破却されたが、再建された。
- 円照院
小笠原忠脩の正室亀姫の菩提所として建立され[3]、以来小笠原家の宿院であったが、明治維新後に広徳寺住職の隠棲地となる[2]。関東大震災後に広徳寺練馬別院として移転したが、1971年に本坊が練馬へ移転したため埼玉県小鹿野町両神薄2728へ移転した。

## 墓地
江戸時代に諸大名の帰依を受けて栄えたため、下谷の墓地に葬られたと伝えられる著名人も多い。関東大震災の後に墓地を移転するにあたり、国元へ改葬した前田氏や蜂須賀氏を除けばほとんどが練馬へ移っている。しかし震災で破損しなかった一部の墓石を刻み直し「何々家の墓」としたものも多く、そうしたものでは現在の被葬者を明らかにすることは難しい。
加賀前田氏の墓石などは明治期に汽車で金沢まで運んだそうである。現在残されている前田氏の墓石のほとんどは女性であり、前田氏は経済的理由もあり、男性の墓石を優先して運び去った。

### 広徳寺に眠る著名人
- 秋月種弘 - 日向高鍋藩主。上杉鷹山の祖父。
- 大内熊耳[4] - 江戸時代中期の儒学者。
- 織田信雄 - 安土桃山期から江戸初期の大名。織田信長の次男。
- 織田高長 - 江戸期の大名。織田信雄の息子、大和宇陀松山藩主。
- 織田信包 - 安土桃山期から江戸初期の大名。織田信長の弟、丹波柏原藩主。
- 菊池五山[4] - 江戸時代後期の漢詩人。
- 小堀政一[4] - 小堀遠州、近江小室藩主。江戸時代初期の大名であり、造園家、建築家、茶人として著名。
- 小出吉親 - 江戸時代初期の大名。丹波園部藩主。
- 近衛秀麿[4] - 指揮者、作曲家。元子爵。元貴族院議員。異母兄に元内閣総理大臣の近衛文麿。
- 立花宗茂[4] - 安土桃山期から江戸初期の大名。筑後柳川藩主。「忠義・剛勇、鎮西一」と豊臣秀吉に賞された名将。
- 前田利昌 - 江戸時代の大名、加賀大聖寺新田藩主。寛永寺吉祥院の宿坊で織田秀親を刺殺して切腹。
- 柳生宗冬[4] - 江戸時代の大名、大和柳生藩主。剣術家で徳川第4代将軍・徳川家綱の剣術の兵法師範。柳生宗矩の三男で柳生三厳の弟。墓地の調査中に木製（黄楊・蝋石）義歯（総入れ歯）が発見された。
- 柳生宗矩[4] - 安土桃山期から江戸初期の大名であり剣術家。徳川将軍家の剣術師範。大和柳生藩主。柳生宗厳五男。
- 柳生三厳[4] - 江戸時代の剣豪で、旗本。大和柳生藩第2代藩主とされる場合もある。通称の十兵衛が有名で、歴史小説などの主役とされる場合が多い。なお、広徳寺の三厳の墓石は角が削れており、仁侠の人間がお守りとして削って持ち去ったと言われている。
- 真田信就[4] - 松代藩2代藩主真田信政の長男。横にならんでいるのが宗鑑尼の墓で、伝説的な才女である小野お通の娘で、彼女もまた「お通」を名乗ったとされる。
- 森忠広 - 美作津山藩初代藩主、森忠政の三男。